# Melanothrix atropurpurea
Melanothrix atropurpurea är en fjärilsart som beskrevs av Aurivillius. Melanothrix atropurpurea ingår i släktet Melanothrix och familjen Eupterotidae. Inga underarter finns listade i Catalogue of Life.